# 적과 백 (1967년 영화)
《적과 백》(헝가리어: Csillagosok, katonák, 영어: The Red and the White)은 얀초 미클로시 감독의 1967년 전쟁 드라마 영화이다. 러시아 혁명 50주년을 기념하기 위해 헝가리와 소련이 공동 제작했다. 머더러시 요제프 등이 출연하였다.
제1차 세계 대전 당시 러시아 내전에서 러시아군에 포로로 잡힌 헝가리군 병사들이 주인공이다.

## 출연
- 머더러시 요제프
- 몰나르 티보르
- 코자크 언드라시
- 유하스 야친트
- 볼로트 베이셰날리예프
- 니키타 미할코프
- 사벨리 크라마로프